# Алексанян, Рубен Гарникович
Рубен Гарникович Алексанян (арм. Ռուբեն Ալեքսանյան; род. 14 марта 1990 года, Арарат, Армянская ССР) — армянский тяжелоатлет, выступающий в весовой категории свыше 105 кг. Бронзовый призёр чемпионата мира 2019 года. Призёр чемпионатов Европы. Чемпион мира среди юниоров 2010 года, чемпион Европы среди молодёжи и среди юниоров 2009 года, чемпион Европы среди юношей 2007 года.

## Биография
Рубен Алексанян родился 14 марта 1990 года в Арарате. В 7 лет будущего спортсмена привел в секцию его отец, сам в прошлом тяжелоатлет, Гарник Алексанян. Учится в Армянском государственном институте физической культуры.
На высшем уровне Алексанян дебютировал в 2007 году на чемпионате мира в Чиангмае, где в категории свыше 105 кг 17-летний спортсмен занял 14-е место.
На чемпионате Европы в Батуми в 2019 году Рубен завоевал бронзовую медаль взяв вес по сумме двух упражнений 440 кг. В толчке завоевал малую серебряную медаль (245 кг).
На предолимпийском чемпионате мира 2019 года, который проходил в Таиланде, армянский спортсмен завоевал бронзовую медаль в весовой категории свыше 109 кг. Общий вес на штанге 437 кг. В упражнении рывок он стал шестым (192 кг), в толкании стал обладателем малой бронзовой медали (245 кг).

## Спортивные результаты
| Год  | Соревнование                   | Место проведения  | Весовая категория | Рывок  | Толчок | Сумма двоеборья | Место |
| 2006 | Чемпионат Европы среди юношей  | Ландскруна        | свыше 94 кг       | —      | 186 кг | —               | DNF   |
| 2007 | Чемпионат Европы среди юношей  | Павия             | свыше 94 кг       | 170 кг | 216 кг | 386 кг          | 1     |
| 2007 | Чемпионат мира                 | Чиангмай          | свыше 105 кг      | 175 кг | 220 кг | 395 кг          | 14    |
| 2007 | Чемпионат Европы среди юниоров | Пуэрто-де-ла-Крус | свыше 105 кг      | 171 кг | 215 кг | 386 кг          | 2     |
| 2008 | Чемпионат мира среди юниоров   | Кали              | свыше 105 кг      | 185 кг | 227 кг | 412 кг          | 2     |
| 2008 | Чемпионат Европы среди юниоров | Дуррес            | свыше 105 кг      | 187 кг | 225 кг | 412 кг          | 2     |
| 2009 | Чемпионат Европы               | Бухарест          | свыше 105 кг      | 187 кг | —      | —               | DNF   |
| 2009 | Чемпионат Европы среди юниоров | Ландскруна        | свыше 105 кг      | 175 кг | 225 кг | 400 кг          | 1     |
| 2009 | Чемпионат Европы (до 23 лет)   | Владыславово      | свыше 105 кг      | 181 кг | 235 кг | 416 кг          | 1     |
| 2010 | Чемпионат Европы               | Минск             | свыше 105 кг      | 195 кг | 237 кг | 432 кг          | 2     |
| 2010 | Чемпионат мира среди юниоров   | София             | свыше 105 кг      | 180 кг | 212 кг | 392 кг          | 1     |
| 2011 | Чемпионат мира                 | Париж             | свыше 105 кг      | 185 кг | —      | —               | DNF   |
| 2014 | Чемпионат Европы               | Тель-Авив         | свыше 105 кг      | 190 кг | 246 кг | 436 кг          | 2     |
| 2014 | Чемпионат мира                 | Алма-Ата          | свыше 105 кг      | —      | —      | —               | DNF   |
| 2015 | Чемпионат мира                 | Хьюстон           | свыше 105 кг      | 192 кг | 241 кг | 433 кг          | 7     |
| 2016 | Чемпионат Армении              | Ереван            | свыше 105 кг      |        |        | 417 кг          | 1     |
| 2016 | Кубок Президента РФ            | Казань            | свыше 105 кг      | 189 кг | 241 кг | 430 кг          | 1     |
| 2016 | Летние Олимпийские игры        | Рио-де-Жанейро    | свыше 105 кг      | 195 кг | 245 кг | 440 кг          | 4     |
| 2017 | Чемпионат Европы               | Сплит             | свыше 105 кг      | 190 кг | 244 кг | 434 кг          | 3     |
| 2019 | Чемпионат Европы               | Батуми            | свыше 109 кг      | 195 кг | 245 кг | 440 кг          | 3     |
| 2019 | Чемпионат мира                 | Паттайя           | свыше 109 кг      | 192 кг | 245 кг | 437 кг          | 3     |
| 2019 | Alexander Cup                  | Гродно            | свыше 109 кг      | 180 кг | 231 кг | 411 кг          | 1     |
| 2019 | Qatar International Cup        | Доха              | свыше 109 кг      | 180 кг | 236 кг | 416 кг          | 2     |